# ندی سوهنا
ندی سوهنا (به انگلیسی: Nidi Sohana) یک شهرک در پاکستان است که در کشمیر آزاد واقع شده‌است.